# Màn chống muỗi

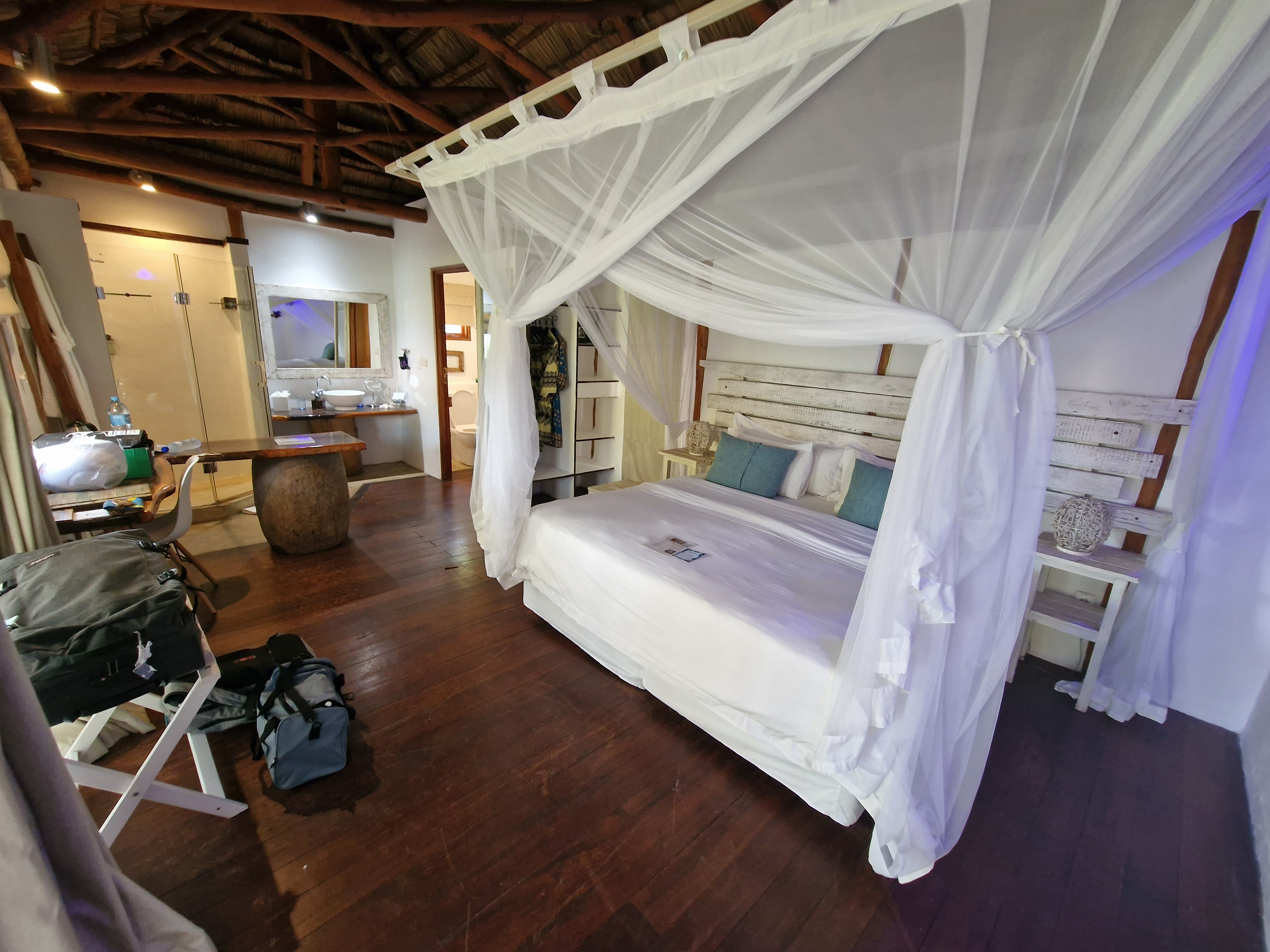
Màn trong một nhà nghỉ ở Mozambique

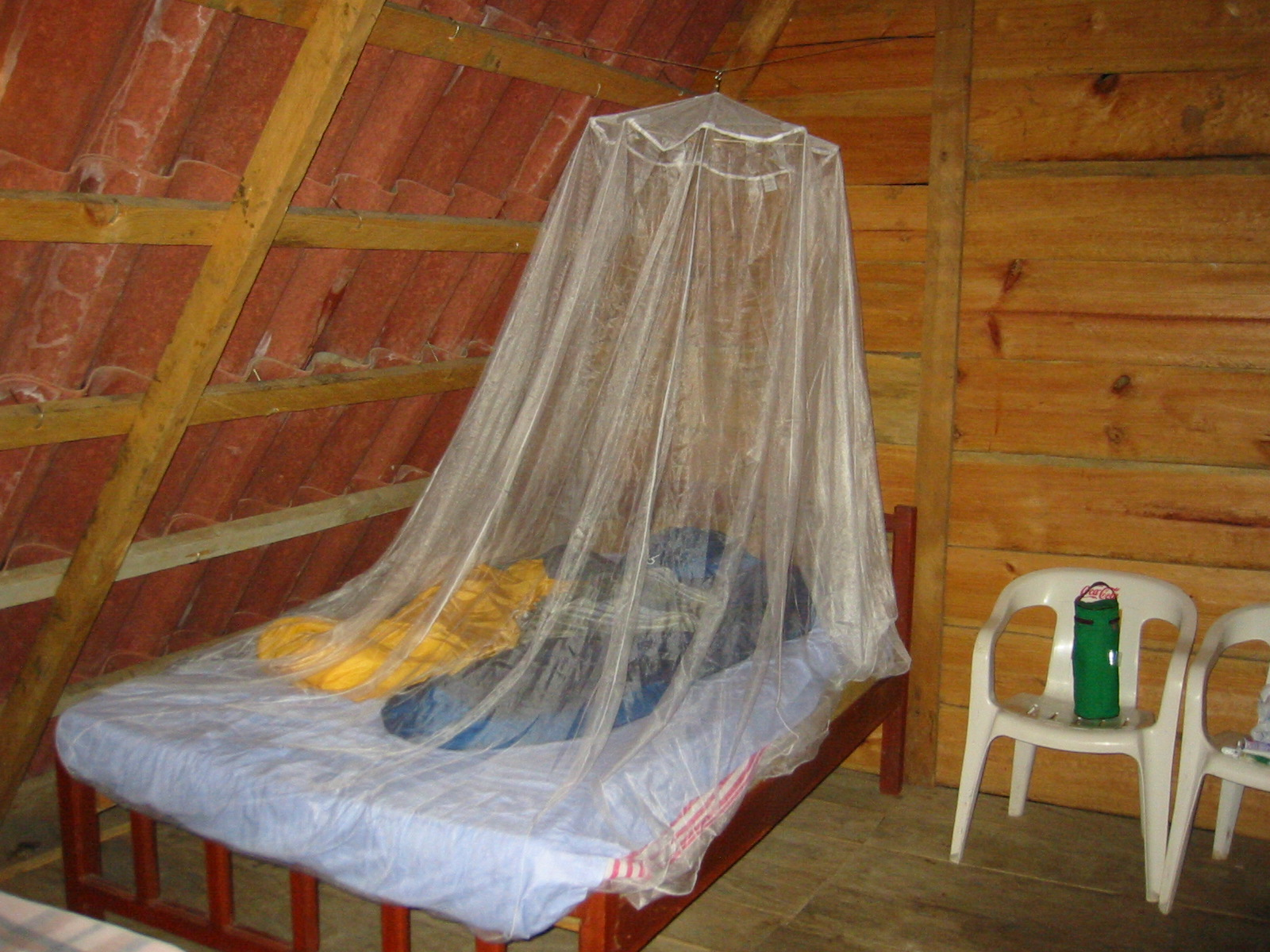
Màn ngủ tròn treo trần

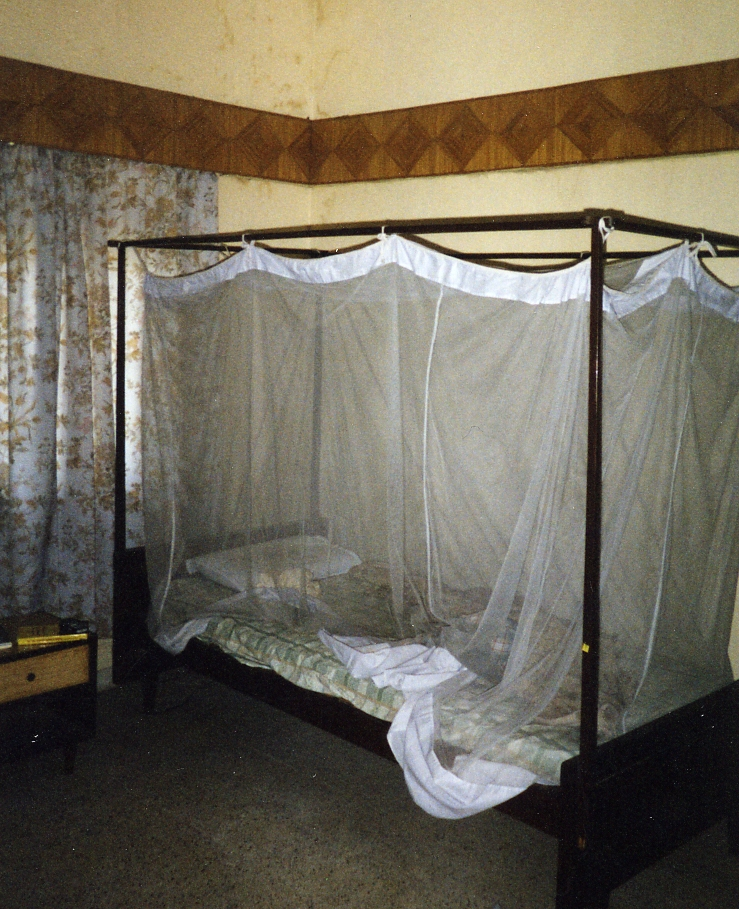
Màn dạng treo khung

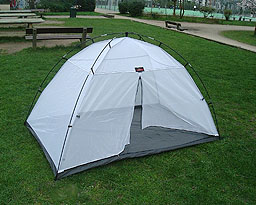
Lều làm bằng lưới chống muỗi

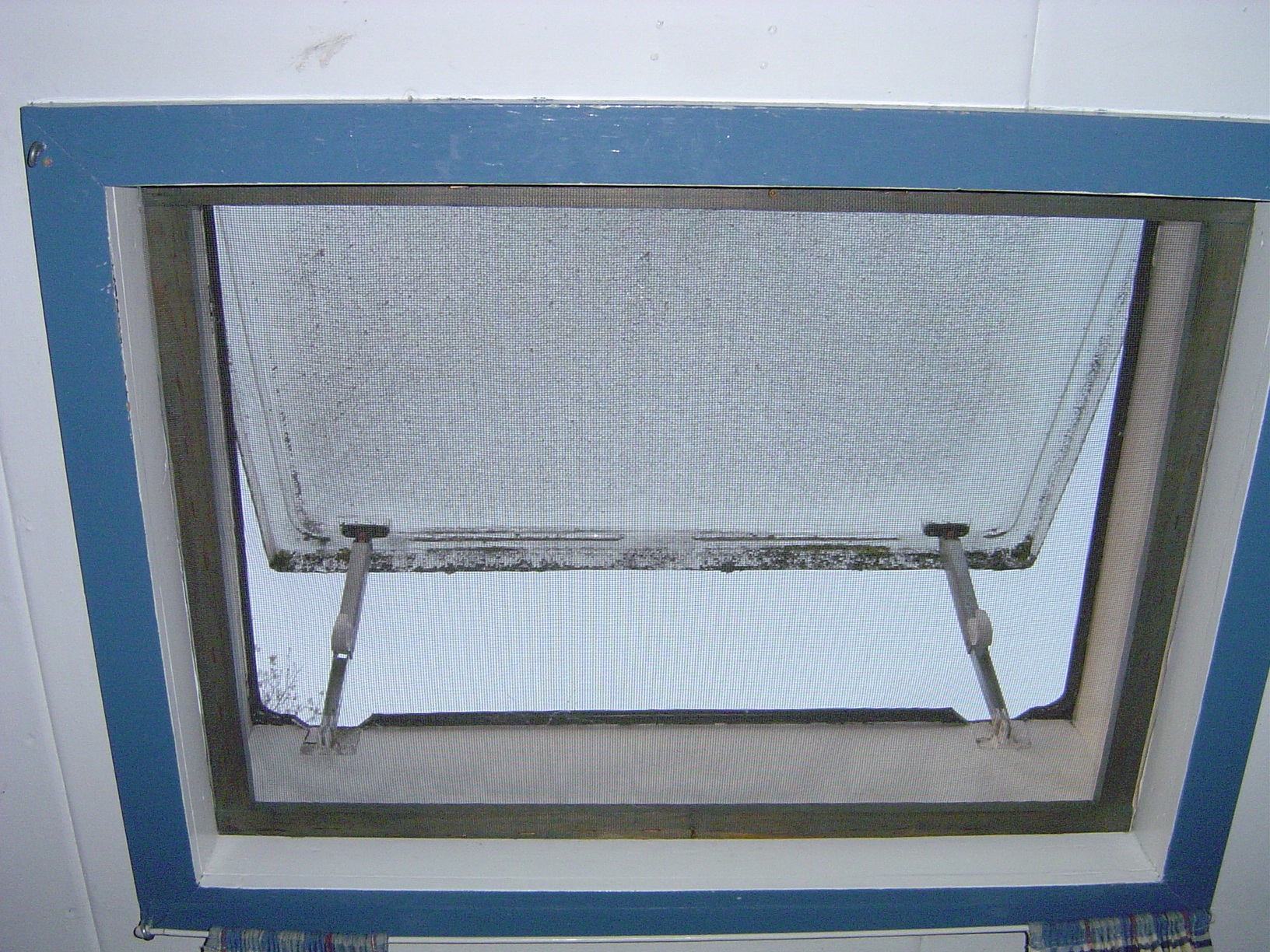
Cửa sổ có lưới chống muỗi

Màn chống muỗi, màn ngủ, hay đơn giản là màn, mùng, là một loại rèm lưới phủ quanh giường, chỗ ngủ, cửa ra vào hoặc lỗ trống để bảo vệ người ngủ khỏi bị ruồi, muỗi và các loài động vật, côn trùng khác cắn. Bệnh lây nhiễm do côn trùng mà màn có thể phòng ngừa được bao gồm: sốt rét, sốt xuất huyết, sốt vàng, bệnh Chagas, bệnh do virus Zika, các dạng viêm não bao gồm cả bệnh do virus Tây sông Nile.
Mắt lưới của màn có độ nhỏ vừa đủ để ngăn côn trùng mà vẫn thoáng khí và không cản trở tầm nhìn, chất liệu thường là vải cotton cứng hoặc sợi tổng hợp để không khí có thể lưu thông. Màn màu trắng giúp người dùng dễ nhận dạng ruồi muỗi. Về thiết kế, màn có 44 lỗ/cm2 là lý tưởng vì vừa thoáng nhưng vẫn ngăn được muỗi. Màn có thể dùng kèm thuốc diệt côn trùng để phát huy thêm tác dụng. Các nghiên cứu đã chỉ ra rằng màn có hiệu quả cao trong việc ngăn chặn sốt rét khi chiếm 68% trên tổng số 663 triệu ca phòng chống căn bệnh này giai đoạn năm 2000–2015.

## Lịch sử
Màn chủ yếu được phát minh để ngăn chặn muỗi Anopheles gambiae (chi Anopheles) gây bệnh sốt rét. Ca bệnh đầu tiên có triệu chứng giống như sốt rét được ghi nhận vào khoảng năm 2700 TCN ở Trung Quốc. Tới năm 1897 vật trung gian truyền bệnh mới được xác định là muỗi sau những nghiên cứu của bác sĩ người Anh Ronald Ross.
Ở Hy Lạp, conopeum hay conopium (tiếng Hy Lạp cổ: κωνώπιον, κωνόπιον hoặc κωνωπεῖον), bắt nguồn từ conop (κώνωψ, muỗi), là một loại màn được tạo ra để chống muỗi và các loại côn trùng có cánh khác. Đây cũng là nguồn gốc của từ canopy trong tiếng Anh, có nghĩa là "màn trướng". Ai Cập cũng dùng màn này khi muỗi tràn vào khu vực sông Nin. Đến nay, kiểu màn này vẫn được dùng ở Hy Lạp và khu vực Địa Trung Hải.
Mặc dù tên gọi "màn chống muỗi" chỉ xuất hiện từ khoảng giữa thế kỷ 18 nhưng việc sử dụng chúng đã có từ lâu. Văn học Ấn Độ cuối thời Trung cổ đã nhắc đến việc dùng màn trong những nghi lễ thờ thần của đạo Hindu. Những bài thơ của Annamayya, nhạc sĩ, nhà văn người Telugu đầu tiên được biết tới, cũng có đề cập về domatera, một loại "màn chống muỗi" trong tiếng Telugu.
Theo những ghi chép lưu lại, Cleopatra VII, vị pharaon cuối cùng của Ai Cập cổ đại, được cho là đã ngủ trong màn. Màn cũng được dùng để bảo vệ con người khỏi đợt dịch sốt rét trong quá trình xây dựng kênh đào Suez.

## Thiết kế
Chất liệu cho màn có thể là vải cotton, polyethylen, polyester, polypropylen hoặc nylon. Mắt lưới rộng 1,2 milimét (0,047 in) có khả năng chặn muỗi, còn loại nhỏ hơn, 0,6 milimét (0,024 in), có thể chặn các giống muỗi vằn, ruồi nhuế siêu nhỏ.
Màn hiện đại có nhiều kiểu dáng khác nhau, có thể kể tới như màn không khung, chỉ có dây buộc vào móc, màn có khung gắn cố định vào giường, hoặc màn khung tròn. Lều cắm trại, túi ngủ cũng được làm bằng vải màn chuyên dụng thiết kế để chống côn trùng và đồng thời chắn gió. Đôi khi màn có thể chỉ là một miếng lưới gắn ở cửa sổ hoặc các lỗ hổng để ngăn động vật bên ngoài xâm nhập.

## Hiệu quả
Việc sử dụng màn kèm các loại thuốc xịt như permethrin hay deltamethrin đã được chứng minh là hiệu quả cao trong việc chống muỗi gây bệnh sốt rét. Theo một nghiên cứu năm 2015 của tờ Nature, phương pháp sử dụng màn ngủ chiếm 68% trong số 663 triệu ca phòng chống sốt rét từ năm 2000. Giá màn cũng rất rẻ, chỉ ở mức từ $2,50–$3,50 (2–3 euro) theo giá từ Liên Hợp Quốc, Tổ chức Y tế Thế giới (WHO) và các tổ chức, đại lý khác.